# Cundrie la Surziere
Cundrie la Surziere (häufig auch Cundrîe) ist eine literarische Figur der Artuserzählung (Li Contes del Graal) und aus Parzival von Wolfram von Eschenbach. Der Zusatz la surziere (frz.) wurde oft als die Hexe übersetzt. In Wolframs Erzählung sind jedoch keinerlei Hinweise auf Zauberhandlungen Cundries zu finden, weswegen es sich vermutlich eher um einen Spottnamen im Sinne von alte Hexe handelt.
In der Erzählung ist Cundrie ein Geschenk der indischen Königin Secundille. Sie und ihr Bruder Malcreatiure wurden dem Gralskönig Anfortas zum Geschenk gemacht. Cundries Äußeres ist von außerordentlicher Hässlichkeit, und noch nie ist ein Ritter für sie in den Kampf geritten. Die Hässlichkeit ist Folge der Abstammung von den Töchtern Adams, die Sünde auf sich geladen hatten. Die innere Verkehrtheit der Adams-Töchter spiegelt sich in der äußeren Verkehrtheit ihrer Nachkommen (u. a. Cundrie und Malcreatiure) wider. Andererseits verfügt Cundrie über ein enormes Wissen und ist sehr gelehrt. Sie besitzt Kenntnisse über die Welten des Orients und des Okzidents und kann Parzival daher über seinen Halbbruder Feirefiz informieren.
Allerdings tritt eine zweite Figur namens Cundrie auf, die eine Tochter des Norwegerkönigs Lot und dessen Frau Sangive ist und somit die Schwester von Gawan. Der Erzählung nach wurde Cundrie als Kind zusammen mit ihrer Mutter Sangive, ihrer Großmutter Arnive und ihrer Schwester Itonje vom Zauberer Clinschor (Klingsor) entführt, der sich an Gawan für erlittene Schmach rächen wollte. Der Befreiung durch Artus und Gawan folgte die politisch motivierte Vermählung Cundries mit Lischoys, dem Herzog von Gowerzin.

## Cundrie bei Wolfram von Eschenbach
Im Parzival fungiert Cundrie als Gralsbotin, sie dient den Gralsrittern und dem Gralskönig Anfortas, überbringt Botschaften der Ritter untereinander und die Berufungen in die Gralsgemeinschaft.
Zur tragenden Nebenfigur wird Cundrie im sechsten Buch mit „Parzivals Verfluchung“: Vor der versammelten Ritterrunde enthüllt sie, dass Parzival der Sohn des angesehenen Ritters Gahmuret sei, wodurch eine Verwandtschaftsbeziehung zwischen Artus und Parzival angedeutet wird. Sie prangert jedoch vor allem Parzivals vermeintliche Herzlosigkeit und sein dadurch erklärbares Versagen auf der Gralsburg des Königs Anfortas an und versucht, indem sie ihn als „aus der Art geschlagen“ bezeichnet, ihn als unwürdigen Spross seines Vaters und dessen Familie gesellschaftlich unmöglich zu machen. Damit löst Cundrie als Schlüsselfigur die jahrelange Suche Parzivals nach dem Gral aus.
Cundrie ist es schließlich auch, die Parzival die Berufung zum Gralskönig und die Nachricht, dass seine Frau Condwiramurs und sein Sohn Lohengrin ebenfalls in die Gralsgemeinschaft berufen seien, überbringt.

### Gegensätze zu anderen Figuren
Von anderen Frauenfiguren im Parzival hebt sich Cundrie bereits durch ihre Charakterisierung ab: Eberzähne, Hundenase, langes, struppiges schwarzes Haar und Ohren wie ein Bär stehen in deutlichem Kontrast zur stets geschönten Damenschar des Artushofes. Obwohl von Natur aus hässlich, kleidet sich Cundrie jedoch ganz im Stile französischer Mode. Weiterhin warnt der Erzähler auf der einen Seite vor ihrem losen Mundwerk, auf der anderen preist er ihre hohe Bildung. Diese Gegensätze sind das auffälligste Merkmal der Figur und lassen sich in jedem ihrer beiden Auftritte wiedererkennen: Während Cundrie anfangs Parzival verflucht, so ist sie am Ende seiner Reise doch bereit, ihn um Vergebung anzuflehen.
Cundries Charaktereigenschaften bilden anfangs eine direkte Opposition zu Parzivals. Wird Parzival als Schönling verehrt, so würde für Cundrie kein Mann eine Lanze brechen. Dafür glänzt Cundrie durch hohe Bildung und moralische Standfestigkeit – Eigenschaften, die bei Parzival aufgrund seiner Erziehung zu kurz kamen.

## Kundry bei Richard Wagner
Dieses Grundmotiv wird später von Richard Wagner im Parsifal aufgegriffen. Hier wandelt sich die Figur Cundrie la Surziere zu Kundry, der dienenden Gralsbotin. Die Gralsritter und Knappen fürchten sie als Hexe und Zauberin, denn immer wieder fällt sie auf rätselhafte Weise in somnambulen Schlaf und verschwindet für einige Zeit. Sie steht dann unter dem dämonischen Einfluss des Zauberers Klingsor, der im Besitz der von ihm geraubten heiligen Lanze ist, die allein den König Amfortas retten könnte. Kundry muss Klingsor zu Willen sein, um durch ihren Reiz die Gralsritter, und später auch Parsifal, zu verführen.
Wagner erfindet für das Schicksal der Kundry eine weitere Facette: Sie sei zu stets erneuerter Wiedergeburt verdammt, erzählt sie selbst, da sie unter dem Kreuz Jesu lachte – ein Aspekt, der in der Artussage und im Parzival von Eschenbach niemals erscheint und an die Legenden vom Ewigen Juden erinnert. Der „reine Tor“ Parsifal kann jedoch der Verführung durch Kundry widerstehen und bricht damit den Bann. Klingsors Zauberreich verdorrt, Kundry sinkt wie tot nieder. Nach langer Suche findet Parsifal schließlich zurück auf Gralsgebiet, wo soeben, am Karfreitagsmorgen, auch Kundry wieder aus todesähnlichem Schlaf erwacht ist. Parsifal spendet ihr die Taufe und befreit sie damit von aller früheren Schuld. Sie begleitet ihn in den Tempel, wo er den sündigen Gralskönig Amfortas mit dem zurückgewonnenen Speer heilt und dessen Amt übernimmt. Im Anblick des aufleuchtenden Grals stirbt Kundry den seit Jahrhunderten ersehnten erlösenden Tod.
Wagner gliedert Kundry nicht in das Verwandtschaftsgefüge der Ritterwelt um König Artus ein; gleichwohl spielt  sie eine  entscheidende Rolle. Ähnlich wie im literarischen Werk gibt sie wesentliche Impulse für die Handlung. Kundry ist in Wagners Parsifal die einzige weibliche Hauptfigur, sie wird von einer Sopranistin oder Mezzosopranistin gesungen. Bei der Uraufführung 1882 bei den Richard-Wagner-Festspielen im Festspielhaus wurde die Rolle von Amalie Materna gestaltet, in den 1950er Jahren wurde Martha Mödl in dieser Rolle berühmt, später ebenfalls Régine Crespin. Von 1983 an sang Waltraud Meier zehn Jahre lang in Bayreuth die Kundry. Im Sommer 2006 trat Evelyn Herlitzius erstmals in Bayreuth in dieser Rolle auf.